# Нойберт, Франк
Франк Нойберт (нем. Frank Neubert; 28 сентября 1915 — 13 декабря 2003) — немецкий лётчик штурмовой авиации люфтваффе времён Второй мировой войны. Совершил более 350 боевых вылетов. Нойберту приписывают первую воздушную победу во Второй мировой войне. Утром 1 сентября 1939 года он сбил польский истребитель PZL P.11C командира 121-й эскадрильи Мечислава Медвецкого на своём пикирующем бомбардировщике Ju-87. Награждён Рыцарским крестом Железного креста.

## Биография
Франк Нойберт родился 28 сентября 1915 года в посёлке Бад-Херренальб, недалеко от города Карлсруэ. С 1936 года проходил службу лётчиком штурмовой авиации в составе эскадры StG2 «Иммельман», пилотировал пикирующий бомбардировщик Юнкерс Ju-87. Боевой путь во Второй мировой войне начал в Польше. Утром 1 сентября 1939 года, взлетев с аэродрома в Нидер-Эллгуте, Нойберт в составе группы самолётов Ju-87 взял курс на бомбёжку польского аэродрома под Краковом. На обратном пути в районе посёлка Балице немецкие самолёты были атакованы двумя польскими истребителями PZL P.11C из состава 121-й истребительной эскадрильи ВВС Польши. В ходе завязавшейся воздушной дуэли Нойберту удалось дать удачную пулемётную очередь по самолёту Мечислава Медвецкого — командира эскадрильи, в результате PZL Р.11 загорелся и врезался в землю вместе с лётчиком. Второй истребитель под управлением Владека Гныся уклонился от воздушного боя с пикировщиками, атаковав через некоторое время бомбардировщики Dornier Do 17. Таким образом, Нойберт стал первым, кто одержал воздушную победу во Второй мировой войне.
В 1940 году принимал участие в кампании против Франции и Англии. В апреле-мае 1941 года в ходе кампании на Балканах обер-лейтенант Нойберт совершил 150 боевых вылетов. Пилоты его эскадрильи потопили у побережья Греции и в районе острова Крит эсминец и несколько грузовых судов противника. За боевые заслуги Нойберт был награждён Железным крестом. 24 июня 1941 года получил Рыцарский крест за успешные действия на Восточном фронте. 18 марта 1942 года Нойберта назначили командиром штабной эскадрильи в Stukaschule 1, а через некоторое время — командиром I./SFS 1. В сентябре 1942 года вновь вернулся на Восточный фронт, возглавив II./SchG1. Пилотировал Хеншель Hs 129.
30 января 1943 года в районе Ворошиловграда его Hs-129 был подбит советской зенитной артиллерией. Нойберт получил ранение, но сумел дотянуть до расположения немецких войск.
10 сентября 1943 года уже в звании майора Нойберта назначили командиром II./SG101, а с 10 января по 4 февраля 1945 года он возглавлял II./SG102. К концу войны Нойберт был одним из самых опытных лётчиков штурмовой авиации Люфтваффе. Он выполнил в общей сложности 350 боевых вылетов, из них 230 — на Ju-87, остальные — на Hs-123 и FW-190.
С 1958 по 1972 год служил в Бундеслюфтваффе ФРГ, выйдя в отставку в звании оберст-лейтенанта. Имел сына и дочь. Скончался 13 декабря 2003 года в Гютерсло.

## Награды
- Авиационные планки Люфтваффе:
  - 1-й степени (золотой цвет)
- Почётный Кубок Люфтваффе — 14 октября 1942 года
- Железный крест:
  - 2-го класса
  - 1-го класса
- Нагрудный знак «За ранение»
- Немецкий крест в Золоте — 5 февраля 1942 года
- Рыцарский крест Железного креста — 24 июня 1941 года[6]